# 阿尔方斯·辛布
阿尔方斯·菲利克斯·辛布（Alphonce Felix Simbu，1992年2月14日—）是一名专攻马拉松的塔桑尼亚长跑运动员。他参加了中国北京举办的2015年世界田径锦标赛马拉松项目，获得第12名。他也参加了2016年夏季奥林匹克运动会，结果获得第5名。